# Stacey Q
Stacey Lynn Swain, művésznevén Stacey Q (Fullerton, 1958. november 30. –) amerikai popénekesnő, dalszerző, táncos és színésznő. Leginkább 1986-os "Two of Hearts" című slágeréről ismert, amely első helyezett lett a kanadai kislemezlistán, harmadik a Billboard Hot 100-on, és további öt országban került be a top 10-be.
1981 és 1984 között az SSQ nevű szintipop-együttes tagja volt, majd 1985-től szólókarrierbe kezdett, amely során öt nagylemeze jelent meg.
Több tévésorozatban is feltűnt epizódszereplőként, köztük a Bír-lakban.

## Diszkográfia

### Szóló stúdióalbumok
- Better Than Heaven (1986)
- Hard Machine (1988)
- Nights Like This (1989)
- Boomerang (1997)
- Color Me Cinnamon (2010)

### SSQ-nagylemezek
- Playback (1983)
- Jet Town Je t’aime (2020)